# Abu Bakrinstadion
Het Abu Bakrinstadion is een multifunctioneel stadion in Magelang, een stad in Indonesië. Het stadion wordt vooral gebruikt voor voetbalwedstrijden, de voetbalclub PPSM Magelang maakt gebruik van dit stadion. In het stadion is plaats voor 10.000 toeschouwers.